# Mira (freguesia)

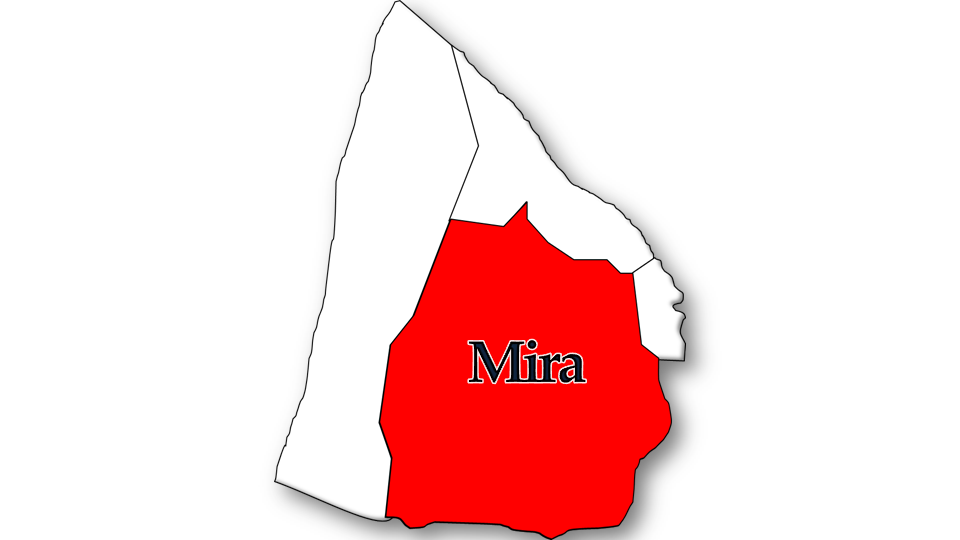
Localização da freguesia no Município de Mira

Mira é uma freguesia portuguesa do município de Mira com 62,57 km² de área e 6958 habitantes (censo de 2021), tendo, por isso, uma densidade populacional de 111,2 hab./km².

## Demografia
A população registada nos censos foi:
| Distribuição da População por Grupos Etários | Distribuição da População por Grupos Etários | Distribuição da População por Grupos Etários | Distribuição da População por Grupos Etários | Distribuição da População por Grupos Etários |
| -------------------------------------------- | -------------------------------------------- | -------------------------------------------- | -------------------------------------------- | -------------------------------------------- |
| Ano                                          | 0-14 Anos                                    | 15-24 Anos                                   | 25-64 Anos                                   | > 65 Anos                                    |
| 2001                                         | 1028                                         | 1007                                         | 4165                                         | 1582                                         |
| 2011                                         | 876                                          | 654                                          | 3852                                         | 1985                                         |
| 2021                                         | 776                                          | 585                                          | 3336                                         | 2261                                         |

## Património
- Igreja Paroquial de Mira cujo orago é São Tomé
- Pelourinho de Mira
- Ermida de São Sebastião
- Monumento aos Mortos da Grande Guerra
- Capelas do Casal de São Tomé e de Ermida
- Moinhos de água da Lagoa, da Fazendeira, da Areia e do Arraial
- Quinta da Lagoa
- Lagoa de Mira
- Parque de Vila Caia
- Matas nacionais